# Paracles variabilis
Paracles variabilis är en fjärilsart som beskrevs av Philippi 1887. Paracles variabilis ingår i släktet Paracles och familjen björnspinnare. Inga underarter finns listade i Catalogue of Life.